# Raya Alem
Raya Alem o Raja Alem (en árabe: رجاء عالم‎; La Meca, 1956) es una escritora saudí.

## Biografía
Estudió literatura inglesa en la Universidad Rey Abdelaziz de Yidda. Ha publicado ensayo, teatro, relato breve y seis novelas. Una de ellas, Arbaʿa ṣifr ('Cuatro cero') obtuvo en 1985 el premio Ibn Tufayl del Instituto Hispano-Árabe de Cultura. En 2002 publica Játim, novela que se distribuyó en todo el mundo árabe en el marco del programa Un libro en un periódico, patrocinado por la Unesco, para animar a la lectura distribuyendo obras literarias con la prensa diaria. La edición española (Huerga y Fierro, 2007) es la primera novela saudí que se ha traducido al castellano. La última de sus novelas, Sitr ('Ocultamiento'), publicada en 2005, ha sido muy aclamada por la crítica árabe. Su hermana Shadia Alem es una conocida pintora.
- Datos: Q459877
- Multimedia: Raja'a Alem / Q459877